# 세이부 고쿠분지선
고쿠분지 선(일본어: 国分寺線, こくぶんじせん)은 세이부 철도 노선 가운데 하나이다. 일본 도쿄도 고쿠분지시에 있는 고쿠분지역과 도쿄도 히가시무라야마시에 있는 히가시무라야마 역을 잇는다.

## 역사
- 1894년 12월 21일 : 가와고에 철도 가와고에 선 개통(고쿠분지역 - 구메가와 역[1](8.0km)).
- 1895년 3월 21일 : 구메가와 역 - 가와고에 역(지금의 혼카와고에 역) 구간(21.7km) 개통.
- 1927년 4월 16일 : 히가시무라야마 역 - 가와고에 역 구간 전철화(직류 1500V)
- 1927년 4월 19일 무라야마 선 다카다노바바 역 - 히가시무라야마 역 구간(23.7km) 개통.
- 1948년 3월 25일 : 고쿠분지 역 - 히가시무라야마 역 구간 전철화(직류 1500V).
- 1952년 3월 25일 : 가와고에 선 히가시무라야마 역 - 혼카와고에 역 구간은 신주쿠 선으로 편입. 고쿠분지 역 - 히가시무라야마 역 구간은 고쿠분지 선으로 노선명 변경.
- 1968년 11월 12일 : 하네사와 신호소 - 고이가쿠보 역 구간 복선화.
- 2003년 3월 12일 : 신주쿠 선 신토로로자와 역까지 직결운행 실시.
- 2008년 6월 14일 : 신주쿠 선 직결운행 열차가 혼카와고에 역까지 연장운행 실시.

## 운행 형태
기본적으로 고쿠분지역에서 히가시무라야마 역까지 운행을 하지만, 일부 열차는 신주쿠 선 혼카와고에 역까지 직결 운행하기도 한다. 또한 아침이나 경륜이 열릴 때는 세이부엔 선의 세이부엔 역까지 직결 운행한다.

## 차량
- 101계
- 2000계

## 역 목록
| 역 이름         | 일본어 이름  | 거리 (km) | 접속 노선                                    | 소재지 | 소재지           |
| --------------- | ------------ | --------- | -------------------------------------------- | ------ | ---------------- |
| 고쿠분지        | 国分寺       | 0.0       | 다마코 선, 주오 쾌속선(주오 본선)            | 도쿄도 | 고쿠분지시       |
| 하네사와 신호장 | 羽根沢信号場 | 0.9       |                                              | 도쿄도 | 고쿠분지시       |
| 고이가쿠보      | 恋ヶ窪       | 2.1       |                                              | 도쿄도 | 고쿠분지시       |
| 다카노다이      | 鷹の台       | 3.6       | 고다이라시                                   | 도쿄도 |                  |
| 오가와          | 小川         | 5.1       | 고다이라시                                   | 도쿄도 | 하이지마 선      |
| 히가시무라야마  | 東村山       | 7.8       | 신주쿠 선(직결 운행), 세이부엔 선(직결 운행) | 도쿄도 | 히가시무라야마시 |